# Livanjsko pitanje
Livanjsko pitanje je bilo preformulirano pitanje referenduma o neovisnosti Bosne i Hercegovine, doneseno u Livnu, 9. veljače 1992. Livanjsko pitanje u odnosu na Odluku o referendumu Skupštine SRBiH se razlikovalo u dvije bitne točke. Iz skupštinskog pitanja je izbačena kategorija građana, a narodi su promovirani u suverene na njihovim nacionalnim područjima (kantonima). Iako to pitanje nije razmatrano u Skupštini SRBiH, bilo je prihvaćeno sa strane međunarodne zajednice i kasnije ponuđeno i u raznim planovima.

## Raspivanje referenduma
Bruxellesskom Deklaracijom o Jugoslaviji od 17. prosinca 1991., na temelju preporuka međunarodne Arbitražne komisije, kojom je predsjedavao Robert Badinter, konstatirana je disolucija SFRJ i tadašnje republike su pozvane da se do 23. prosinca 1991. izjasne o neovisnosti. Republike su dobile obećanja da će do 15. siječnja biti i međunarodno priznate. Tri dana prije isteka spomenutog roka, točnije 20. prosinca 1991., koalicija Stranke demokratske akcije i Hrvatske demokratske zajednice podnijela je traženi zahtjev, a sutra je Skupština srpskoga naroda donijela odluku o osnutku Srpske Republike Bosne i Hercegovine. 
Skupština SRBiH je 25 siječnja 1992. donijela odlukuo raspisivanju referenduma o neovisnosti, koju su podržali SDA i HDZ BiH. SDS-a BiH u svemu tome nije bilo, jer su Srbi u međuvremenu donijeli proveli u djelu odluku o ustroju Srpske Republike Bosne i Hercegovine, koja je proglašena 9. sijeĉnja 1992. Održavanje referenduma je najavljeno za 29. veljače i 1. ožujka 1992. godine. 
Referendumsko pitanje je glasilo:
»Jeste li za suverenu i nezavisnu Bosnu i Hercegovinu, državu ravnopravnih građana, naroda BiH - Muslimana, Srba, Hrvata i pripadnika drugih naroda koji u njoj žive?«

## Obrazloženje pitanja
Na sastanku Središnjeg odbora HDZ BiH u Livnu, 9. veljače 1992. gotovo jednoglasno je zaključeno da je preformulirano referendumsko pitanje uvjet za izlazak članova i simpatizera HDZ-a na glasališta. Livanjsko pitanje u odnosu na Odluku o referendumu Skupštine Bosne i Hercegovine se razlikovalo u dvije bitne točke. Iz skupštinskog pitanja je izbačena kategorija građana, a narodi su promovirani u suverene na njihovim nacionalnim područjima (kantonima). Iako to pitanje nije razmatrano u Skupštini SRBiH, bilo je prihvaćeno sa strane međunarodne zajednice i kasnije ponuđeno i u raznim planovima i prijedlozima iste. Prijedlog HDZ-a BiH je bio sljedeći:
»Jeste li za suverenu i nezavisnu Bosnu i Hercegovinu, državnu zajednicu konstitutivnih i suverenih naroda hrvatskog, muslimanskog i srpskog u njihovim nacionalnim podruĉjima (kantonima)?«
Obrazloženje je glasilo: Ovako formulirano referendumsko pitanje, za razliku od onog koje je usvojeno na sjednici Skupštine SR BiH 25. siječnja 1992., nedvojbeno određuje buduću nezavisnu BiH kao složenu državnu zajednicu koja se pravno temelji na nacionalnom suverenitetu konstitutivnih naroda hrvatskog, muslimanskog i srpskog. Iz predloženog pitanja slijedida buduća nezavisna BiH nije unitarna država već državna zajednica, koju će činiti nacionalni kantoni, hrvatski, muslimanski i srpski, čija će se područja utvrditi nakon provedenog referenduma posebnim ustavnim aktom. Predloženo referendumsko pitanje, u skladu sa suverenitetom konstitutivnih naroda, pretpostavlja da će hrvatski, muslimanki i srpski narod izvorno i neposredno ostvarivati svoja suverena prava u nacionalnim kantonima, a na razini državne zajednice BiH u slučajevima, koji će biti izričito utvrđeni u posebnom ustavnom aktu o podjeli prava i dužnosti između nacionalnih kantona i državne zajednice BiH. U referendumskom pitanju nije potrebno posebno navoditi ravnopravnost građana i pripadnika drugih naroda, koji žive u BiH jer se ona zajamčuje i zaštićuje u ustavnom aktu, koji će se donijeti nakon referenduma, kao što se to čini u svim suvremenim demokratskim državama i državnim zajednicama. To proizlazi iz cilja referenduma, koji se odnosi na suverenitet i neovisnost BiH, njezine pravne temelje i ustrojstvo.
Hrvatski zahtjev prihvatila je međunarodna zajednica, te je sadržan u Cutillerovom planu, odnosno njegovoj "Izjavi o načelima za novo ustrojstvo Bosne i Hercegovine". Po tom sporazumu dogovorenom u Lisabonu predviđeno je da će BiH biti "država sastavljena od tri sastavne jedinice, temeljene na nacionalnim načelima i vodeći računa o gospodarskim, zemljopisnim i drugim kriterijima", da će "zadržati svoje sadašnje granice", te da suverenitet počiva "u građanima muslimanskog, srpskog i hrvatskog naroda".

## Važnost hrvatskih glasova
Bez obzira na odbijanje promjene referendumskog pitanja sa strane muslimanskog vrha, HDZ BiH je, kao i službeni Zagreb i dalje u potpunosti podržavao neovisnost BiH te pozivao Hrvate da izađu na referundum, te da glasuju za neovisnost. Sam predsjednik RH Franjo Tuđman, podržavao je neovisnost BiH, što se moglo vidjeti iz njegovog govora povodom Dana državnosti 30. svibnja 1993. godine, na kojemu je rekao kako su hrvatsko državno vodstvo, i on osobno, preporučili bosanskohercegovačkim Hrvatima da se na referendumu izjasne za Bosnu i Hercegovinu kao samostalnu i suverenu državu. Pri tome valja imati na umu da je Tuđman imao dosta poteškoća da svlada struju unutar HDZ-a, koja se protivila opstojnosti BiH i savezu s Muslimanima.
Srbi su, kao što je bilo i očekivano, bojkotirali referendum, tako da je na glasovanje izašlo 64 % biračkog tijela, od kojih se 99.7 % odlučilo za neovisnost. Na temelju ishoda referenduma EZ je 6. travnja 1992. priznala RBiH kao neovisnu i suverenu državu. Iz priloženoga je zapravo vidljivo koliko je veliki doprinos bosanskohercegovačkih Hrvata za put BiH prema neovisnosti jer da su oni bojkotirali referendum kao što su to učinili Srbi, referendum bi propao, te ne bi došlo do međunarodnog priznanja RBiH. 
Po povratku s iz Lisabona, u Sarajevu je 25. veljače 1992. održana zatvorena, proširena sjednica Glavnog odbora SDA. Alija Izetbegović izvijestio je nazočne o rezultatima pregovora i upozorio ih na važnost predstojećeg referenduma. Ustvrdio je da će referendum propasti ako ga ne prihvati hrvatska zajednica. Izetbegović je rekao kako su Hrvati nakon sporazuma u Lisabonu pristali na referendum i objasnio:
»Mislim da smo ovim sada gore, ovim uslovnim pristankom, mislim da smo hrvatski element dobili za referendum. Oni hoće sada da glasaju jer se nadaju daće u toj Bosni i Hercegovini dobiti nekakvu suverenost, nekakva nacionalna priznanja, nekakve regije itd. jer je to dio ove saglasnosti.«

## Unutarnje poveznice
- Hrvatska demokratska zajednica BiH
- Referendum o neovisnosti Bosne i Hercegovine

## Vanjske poveznice
- BH Dani Tajne Lisabona: Kako je Alija Izetbegović prevario Hrvate?
- Večernji list Hrvatski referendum: Jeste li za ovakvu BiH?
- Dnevno.hr  Arhivirana inačica izvorne stranice od 24. ožujka 2012. (Wayback Machine) Aktualnost Livanjskog pitanja
- Poskok.info HNS-om, Hrvati su se vratili na Livanjsko pitanje